# 长东街道
长东街道，是中华人民共和国江苏省淮安市清江浦区下辖的一个乡镇级行政单位。辖区内大部分为老城区。21世纪初进行了大规模旧城改造。

## 行政区划
长东街道下辖以下地区：
兴隆社区、三门社区、越河社区、清淮路社区和工农兵社区。